# Левант Фаир
32° 5′ 53.60″ N 34° 46′ 32.08″ E / 32.0982222° С; 34.7755778° И
Левант Фаир (Levant Fair - יריד המזרח - Yarid HaMizrach) био је међународни сајам одржан у близини Тел Авив Порта 1920-их и 1930-их. То је такође надимак локације на којој је одржан сајам.

## Галерија
- Британски павиљон
- Италијански павиљон
- Пољски павиљон
- Румунски павиљон
- улазна плаза
- Аериелов поглед у 1930-их. Улаз у комплекс, у позадини - италијански павиљон са бугарским павиљоном